# Asow
Asow (russisch Азо́в) ist eine Stadt in der Oblast Rostow im Südwesten von Russland mit 82.937 Einwohnern (Stand 14. Oktober 2010).  Frühere Namen sind Tanais, Tana und Azak (Assac).
Asow liegt am Don, 7 km vor dessen Mündung ins Asowsche Meer.

## Geschichte

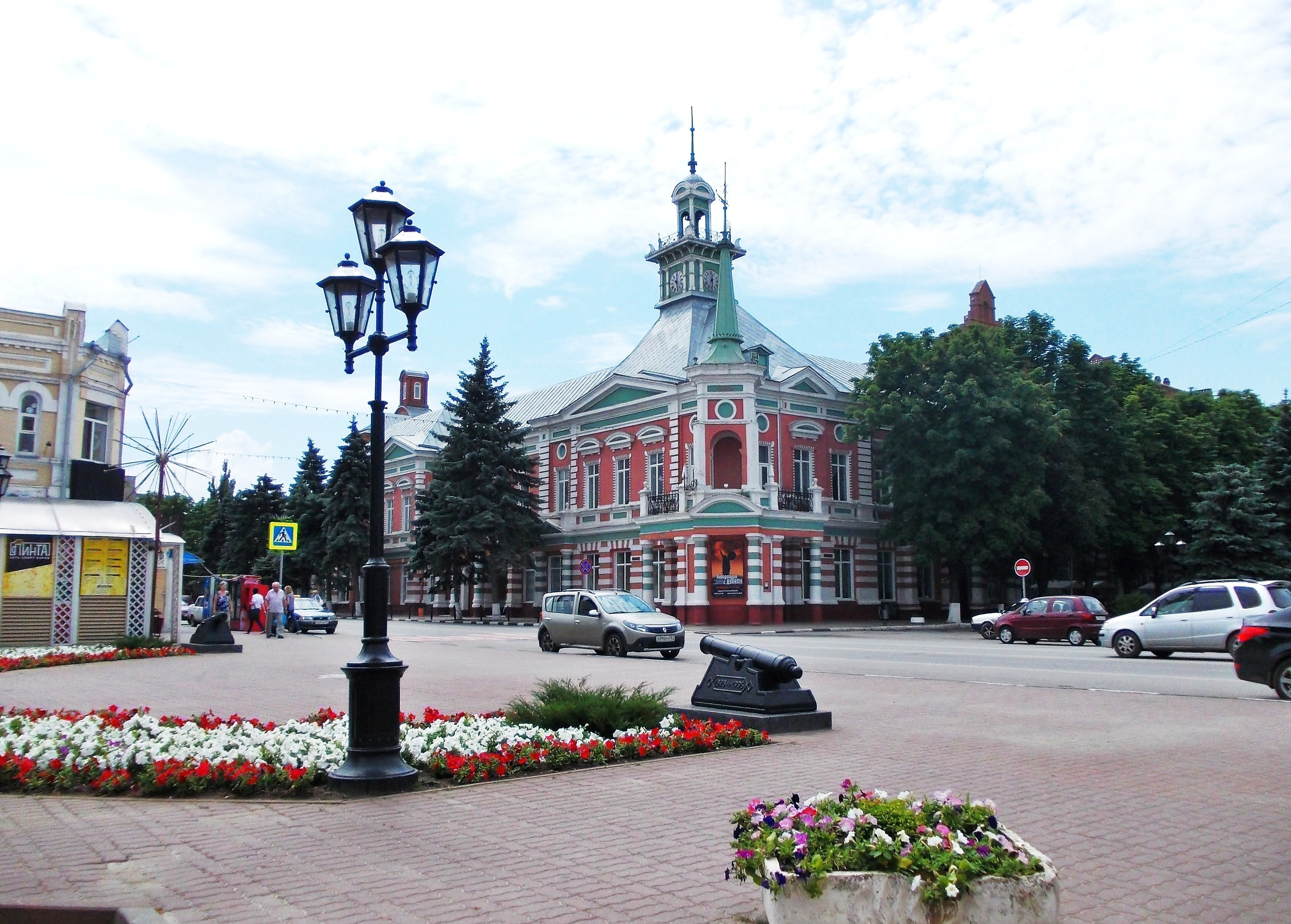
Im Stadtzentrum von Asow (Juni 2013)

### Antike
Nördlich des heutigen Asow liegen die Reste der antiken griechischen Stadt Tanais, einst ein bedeutender Handelsplatz.

### Mittelalter

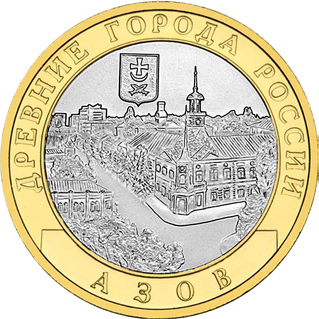
Asow auf einer 10-Rubel-Münze aus dem Jahr 2008

Unter der Herrschaft der Kyptschaken wurde der Ort 1067 als azak (d. h. Tiefland) erwähnt, wovon sich der heutige Name ableitet. Während der Zeit der Goldenen Horde im 13. und 14. Jh. erblühte die Stadt.
Venezianische und genuesische Kaufleute gründeten einen Handelsplatz, den sie Tana nannten. Über die im 14. und 15. Jahrhundert venezianisch dominierte Handelskolonie wurden große Teile des Handels mit tatarischen und russischen Sklaven abgewickelt, obwohl die ständige Konkurrentin Kaffa auf der Krim, von Genua kontrolliert, diesen Handel in noch größerem Umfang betrieb. Daneben war Tana ein wichtiges Zentrum für den Handel zwischen nördlichem und südlichem Schwarzen Meer und ein Umschlagplatz für Handelsgüter aus dem fernen Osten, da die Stadt am Ende der sog. via mongolica (einem Arm der Seidenstraße) lag und während der Herrschaft der Goldenen Horde relativ sicher war.
1471 wurde Asow von den Türken erobert und in eine Festung umgewandelt (türkisch Azak).

### Die Festung Asow

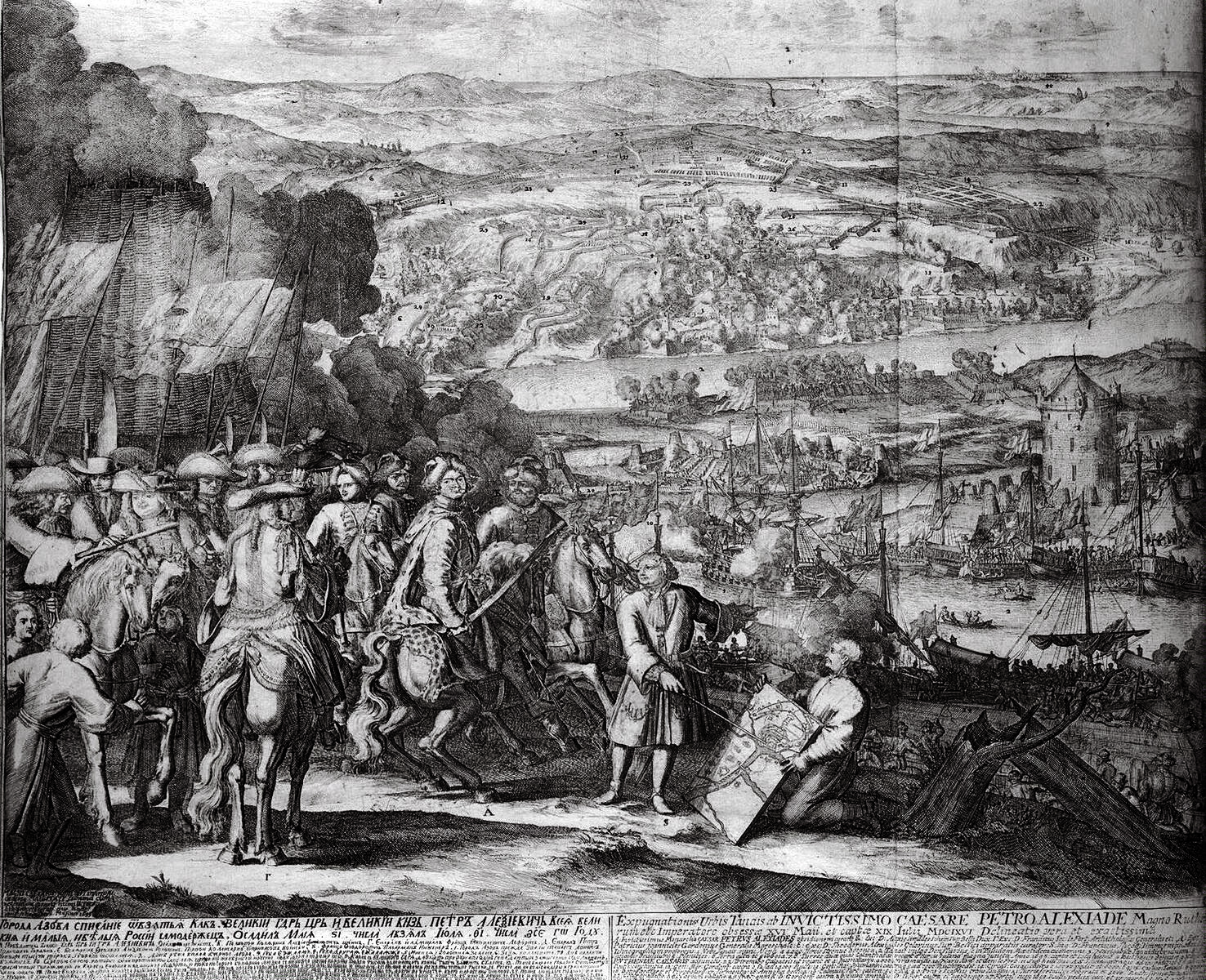
Die Schlacht von Asow 1696 (holländischer Stich von 1699)

Ein erster Angriff von Kosaken unter Dmytro Wyschneweckyj auf Asow scheiterte 1559. Im Sommer 1637 eroberten die Don-Kosaken die Festung, die von 4000 osmanischen Soldaten mit 200 Geschützen verteidigt wurde. Im Juni 1641 widerstanden die Kosaken einer langen Belagerung durch die osmanische Armee. 1642, nach dem Rückzug der Türken, beschloss Zar Michael I., die Festung zu übergeben, um einen Konflikt mit dem Osmanischen Reich zu vermeiden. Bevor sie die Festung verließen, zerstörten die Kosaken sämtliche Verteidigungsanlagen.
Nachdem beim ersten Asowfeldzug eine Belagerung durch russische Truppen im Vorjahr noch erfolglos geblieben war, eroberte Peter I. in der ersten erfolgreichen Schlacht seiner Regierungszeit am 28. Juli 1696 die Festung Asow zurück. Nach der Niederlage in der Schlacht am Pruth im Jahr 1711 musste er sie jedoch den Osmanen wiederum zurückgeben. Im Frieden von Belgrad 1739 fiel die Stadt wieder an Russland, was während der Herrschaft von Katharina II. 1774 endgültig bestätigt wurde.
Sieben Jahre lang war Asow die Hauptstadt eines eigenen Gouvernements, aber mit dem Wachstum von Rostow am Don verlor die Stadt an Bedeutung.
1901 errichtete der Physiker Alexander Popow in der Nähe von Asow die erste zivile Radiostation Russlands.
Im Zweiten Weltkrieg wurde Asow am 28. Juli 1942 von der deutschen Wehrmacht besetzt. Am 7. Februar 1943 wurde die Stadt durch die Südfront der Roten Armee befreit.
Am 5. Mai 2017 erhielt Asow den Beinamen Stadt der militärischen Tapferkeit (russ. Город воинской доблести). Die entsprechende Gedenksäule wurde am 8. Mai 2018 auf dem Berjoska-Platz aufgestellt.

## Archäologie

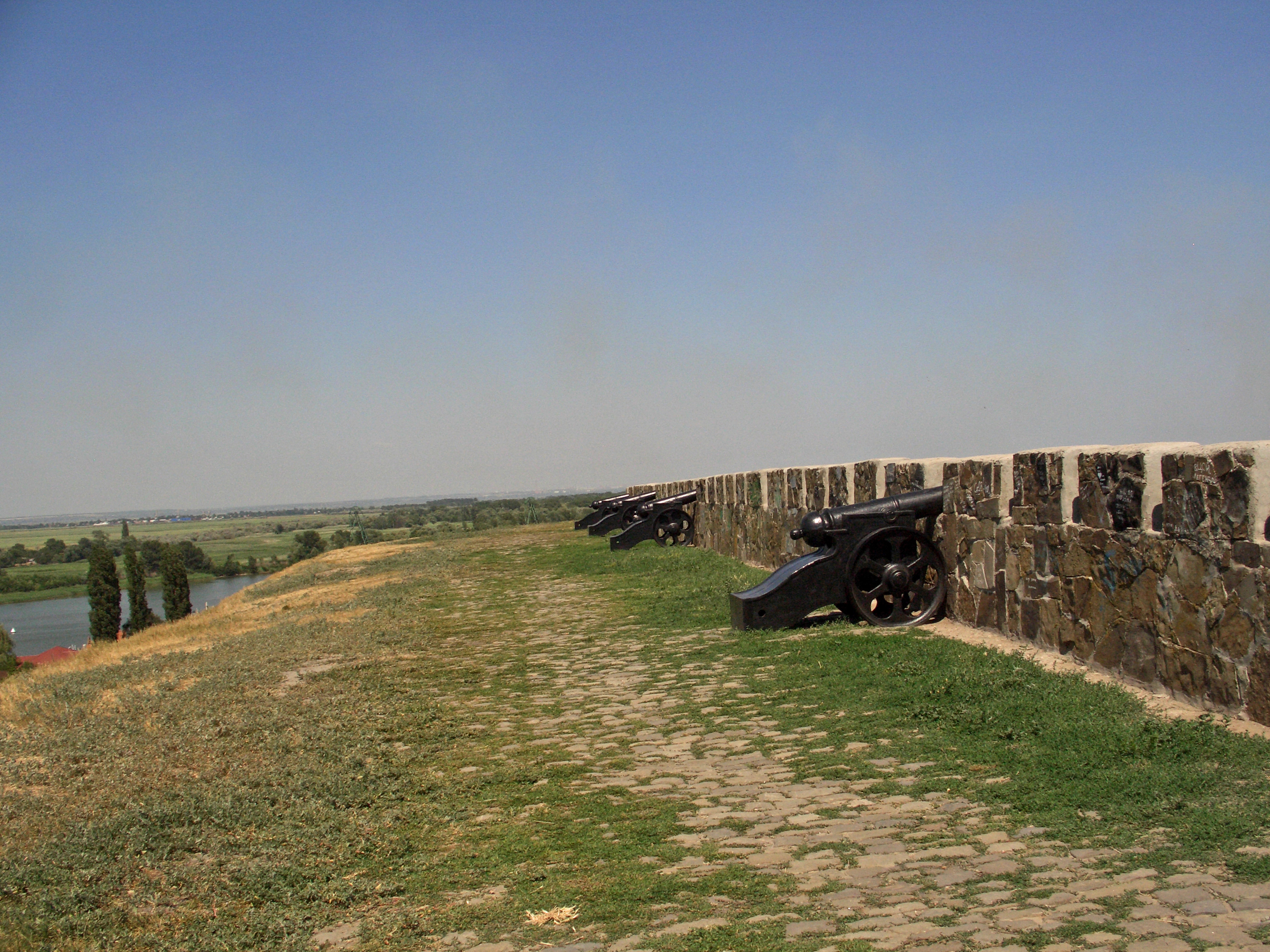
Die Festung Asow heute

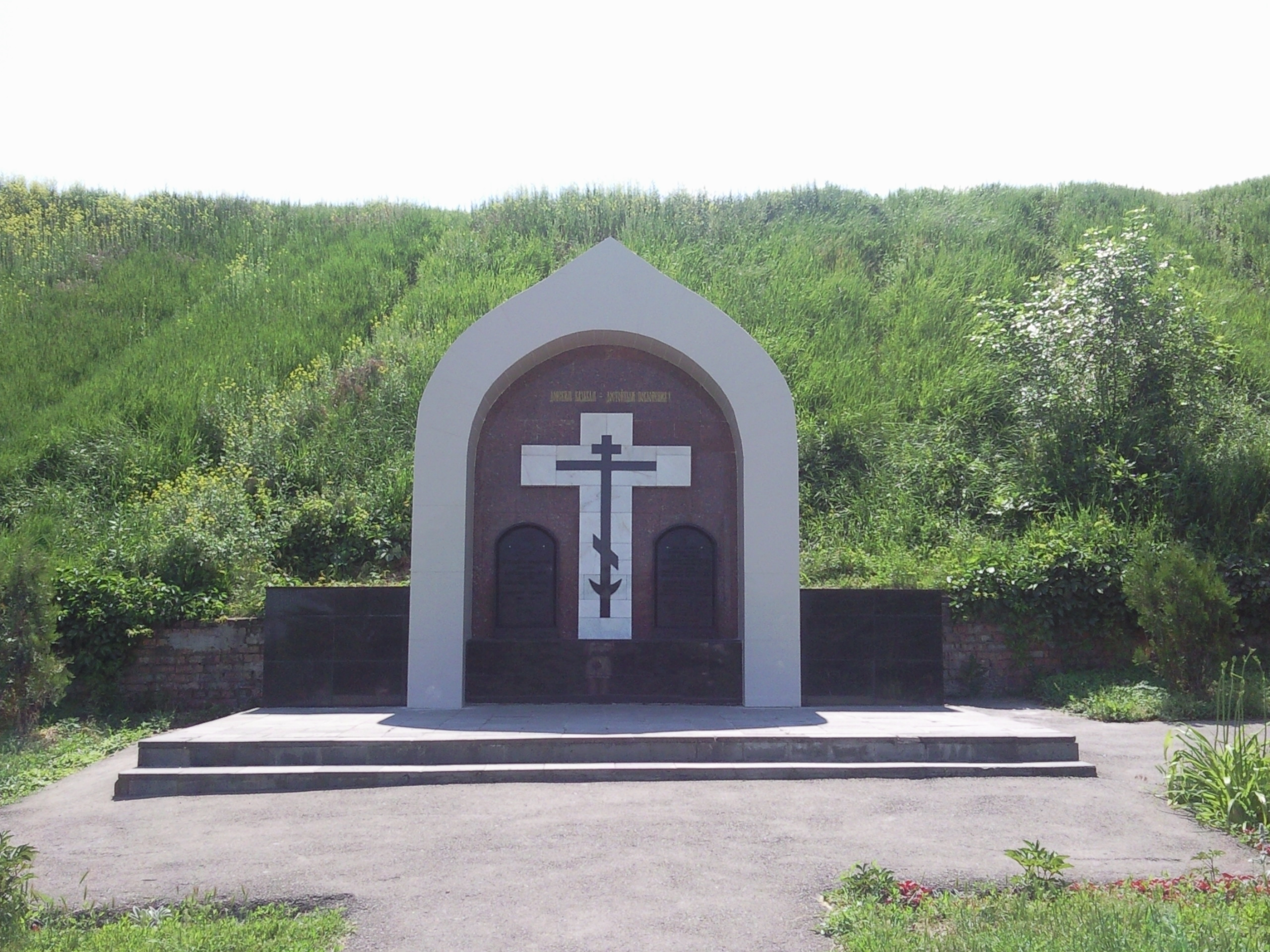
Denkmal zu Ehren der in den Jahren 1637–1642 gefallenen Kosaken

Die Gegend zwischen der späteren Stadt Taganrog und Rostow am Don wird vom DAI in Zusammenarbeit mit der russischen Archäologie untersucht (siehe Weblink).
Bereits 1823 wurden die damals noch sichtbaren archäologischen Überreste von I. A. Stempkowski mit dem antiken Tanais in Verbindung gebracht. P. M. Leontjew bestätigte dies wenige Jahrzehnte später durch Probegrabungen. Seit 1955 einsetzende und von D. B. Selow bis 1993 fortgeführte systematische größere Grabungen konnten weiteren Einblick in die Struktur der antiken Stadt erbringen. Das Hauptinteresse galt dabei im Wesentlichen der römischen Stadtgeschichte. Erst die Untersuchungen des DAI führte zu Erkenntnissen über die archaische Siedlung. Auch die Agora der hellenistischen Zeit wurde gefunden, dabei konnte der in der Art eines Propylons angelegte Torbau erschlossen werden, der zweihundert Jahre lang den Zugang zur Agora vom Hafen aus bildete. Auch die Umgestaltungen bis in römische Zeit konnten genauer untersucht werden. Die spätantike Bebauung entsprach einem durchdachten, städteplanerischen Schema.

## Bevölkerung

### Bevölkerungsentwicklung
| Jahr | Einwohner |
| ---- | --------- |
| 1885 | 16.600    |
| 1913 | 26.500    |
| 1939 | 24.999    |
| 1959 | 39.931    |
| 1970 | 59.302    |
| 1979 | 75.124    |
| 1989 | 80.297    |
| 2002 | 82.090    |
| 2010 | 82.937    |

Anmerkung: ab 1939 Volkszählungsdaten

### Ethnische Zusammensetzung
Am 1. Januar 2012 bestand die Asower Stadtbevölkerung zu 94 Prozent aus ethnischen Russen. Drei Prozent waren Ukrainer. In Asow lebt eine bedeutende und alteingesessene armenische Minderheit. Insgesamt leben in Asow über 20 verschiedene Ethnien, darunter auch einige Russlanddeutsche.

## Politik

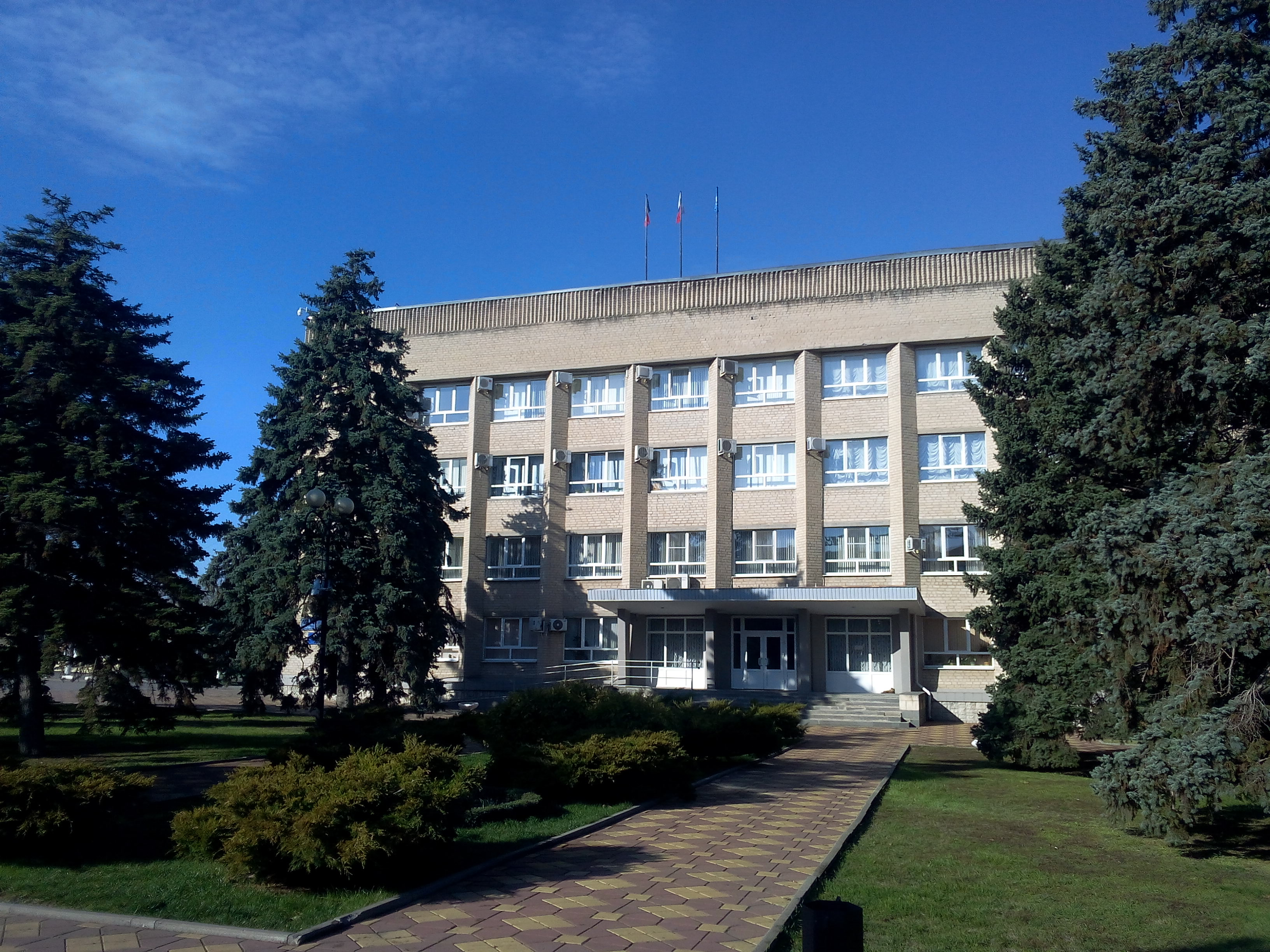
Gebäude der Stadtverwaltung von Asow

Bei der Präsidentschaftswahl in Russland 2018 stimmten 79,5 Prozent der Asower für Wladimir Putin, 11,6 Prozent für Pawel Grudinin, 4,35 Prozent für Wladimir Schirinowski, 1 Prozent für Xenija Sobtschak. 2,8 % stimmten für sonstige Kandidaten. Die Wahlbeteiligung lag bei rund 80 Prozent.

### Bürgermeister von Asow
- 2005–2016: Sergei Leonidowitsch Besdolny (Einiges Russland)
- seit 2016: Wladimir Walerjewitsch Raschupkin (Einiges Russland)[4]

## Wirtschaft
Ab den 1950er Jahren gewann Asow wieder zunehmend an wirtschaftlicher Bedeutung und gehörte auf dem Gebiet des Bauwesens und der Industrie oblastweit zu den führenden Städten. Heute gehört Asow zur Rostower Agglomeration und gilt als sich dynamisch entwickelnder Wirtschaftsstandort mit gut ausgebauter Infrastruktur. Durch seine günstige Lage am Don soll Asow künftig verstärkt als logistische Drehscheibe fungieren, die den Süden Russlands mit nationalen und internationalen Märkten verbindet.
Die Hauptwirtschaftszweige der Stadt sind der Maschinenbau und die Lebensmittelindustrie. Im Jahr 2005 wurde eine Fabrik eröffnet, die Autofelgen herstellt und russlandweit vermarktet. Daneben gibt es eine Nähfabrik sowie eine Fabrik zur Herstellung von Nahrungsergänzungsmitteln.
Auch die Landwirtschaft spielt eine bedeutende Rolle, so werden im Asower Gebiet vor allem Weizen, Mais und Sonnenblumen angebaut.

## Bildung
Mit dem Asower Institut für Wirtschaft, Verwaltung und Recht verfügt die Stadt über eine eigenständige Hochschule. Daneben gibt es drei Hochschulfilialen.

## Söhne und Töchter der Stadt
- Tamara Bykowa (* 1958), Hochspringerin und Olympiadritte
- Irina Korschanenko (* 1974), Kugelstoßerin
- Juri Kowtun (* 1970), Fußballspieler
- Matwei Platow (1753–1818), General und Hetman des Heeres der Donkosaken
- Rudolf Samoilowitsch (1881–1939), Polarforscher und Geologe
- Stanisław Syrewicz (* 1946), polnischer Komponist und Theaterregisseur
- Alfred Wiłkomirski (1873–1950), polnischer Geiger, Bratschist und Musikpädagoge

## Klimatabelle
|                       | Jan  | Feb  | Mär  | Apr  | Mai  | Jun  | Jul  | Aug  | Sep  | Okt  | Nov | Dez  |   |      |
| Mittl. Tagesmax. (°C) | −0,9 | 0,3  | 6,2  | 16,3 | 22,8 | 26,5 | 28,7 | 27,9 | 22,5 | 14,6 | 7,5 | 2,5  | ⌀ | 14,6 |
| Mittl. Tagesmin. (°C) | −7,2 | −6,4 | −1,3 | 6,4  | 12,3 | 16,3 | 18,1 | 16,8 | 11,9 | 5,8  | 1,4 | −2,9 | ⌀ | 6    |
|                       |      |      |      |      |      |      |      |      |      |      |     |      |   |      |
| Niederschlag (mm)     | 47   | 37   | 31   | 43   | 53   | 67   | 51   | 37   | 36   | 30   | 46  | 61   | Σ | 539  |
|                       |      |      |      |      |      |      |      |      |      |      |     |      |   |      |
| Regentage (d)         | 9    | 7    | 6    | 7    | 7    | 7    | 6    | 5    | 5    | 5    | 8   | 10   | Σ | 82   |

| −7,2 |

| −6,4 |

| −1,3 |

| 6,4 |

| 12,3 |

| 16,3 |

| 18,1 |

| 16,8 |

| 11,9 |

| 5,8 |

| 1,4 |

| −2,9 |

| −7,2 |

| −6,4 |

| −1,3 |

| 6,4 |

| 12,3 |

| 16,3 |

| 18,1 |

| 16,8 |

| 11,9 |

| 5,8 |

| 1,4 |

| −2,9 |